# Lise et André
Pour plus de détails, voir Fiche technique et Distribution.
Lise et André est un film français réalisé par Denis Dercourt, sorti en 2000.

## Fiche technique
- Titre : Lise et André
- Réalisation : Denis Dercourt
- Scénario : Denis Dercourt
- Photographie : Jérôme Peyrebrune
- Production : Tom Dercourt
- Pays d'origine :  France
- Format : couleurs
- Durée : 87 minutes
- Date de sortie : 2000

## Distribution
- Isabelle Candelier : Lise
- Michel Duchaussoy : André, le prêtre
- Aïssa Maïga : Esther
- Augustin Bartholomé : Bastien
- Jean-Christophe Bouvet : Charles
- Anne Le Ny : Véronique, la secrétaire d'André
- Guillaume de Tonquédec : Le jeune homme catholique
- Hélène Surgère : La mère de Lise
- Philippe Duclos : Le frère de Lise
- Gilles Arbona : L'ancien client marié
- Jean-Michel Fête : Un agresseur
- Philippe Lellouche : Un agresseur
- Solal Valentin : L'infirmière de nuit